# 奧阿哈·伊爾基夫
奧阿哈·伊爾基夫（烏克蘭語：Ільків Ольга Фаустинівна；1920年6月21日—2021年12月6日）是烏克蘭民族主義者、女性作家與詩人，曾任二戰時期烏克蘭反抗軍首領羅曼·舒赫維奇的聯絡員。

## 生平
奧阿哈·伊爾基夫於1920年出生於波蘭斯特雷，1934年其父母離婚，她與母親居於華沙，後就讀普瑟密士的烏克蘭女子學校，並加入烏克蘭童軍聯盟。1941年6月30日伊爾基夫加入烏克蘭民族主義者組織（OUN），納粹德國入侵烏克蘭後她遷至日托米爾，在當地鐵路工作，使用其證件獲得火車票並交給烏克蘭反抗軍成員，此外她也負責為烏克蘭民族主義者組織招募女性成員 。
1943年，伊爾基夫與烏克蘭反抗軍成員弗拉迪米爾·利托卡（Volodymyr Lykota）結婚，兩人育有一女（Zvenislava，生於1946年）與一子（Volodymyr，生於1947年）。1947年初伊爾基夫擔任烏克蘭反抗軍首領羅曼·舒赫維奇的聯絡員，與舒赫維奇的保鑣盧波米爾·波利烏哈假結婚作為掩護。1948年3月17日弗拉迪米爾·利托卡在戰鬥中犧牲。

### 被捕拘禁
烏克蘭民族主義者組織隨後決定將奧阿哈·伊爾基夫與其子女送往頓巴斯，1950年3月14日，她在出發前至利維夫向朋友告別時被蘇聯政府逮捕，並被關押於利維夫，在獄中方得知羅曼·舒赫維奇在利維夫與蘇聯國家安全部人員交戰時犧牲。被拘禁期間伊爾基夫遭到毆打虐待，甚至被強迫吞食精神藥物。
1952年，伊爾基夫因「參與反蘇集團」而被判25年有期徒刑，其子女被送至利維夫的孤兒院並改名，不過孤兒院院長Valentina Antipova冒險私下與她通信，使她的子女知道母親還在人世。1953年赫魯雪夫上台後釋放了許多認罪的政治犯，但伊爾基夫並未認罪，與另外3名舒赫維奇的女性聯絡員被關押在同間牢房中，以避免其煽動其他犯人。14年後伊爾基夫才申請獲釋獲准。

### 獲釋後

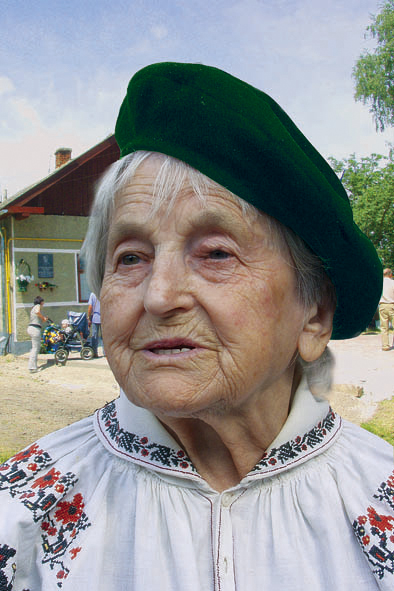
伊爾基夫，攝於2007年

1964年伊爾基夫出獄後，曾擔任衣帽間服務員與醫院護士等工作，1966年起擔任工友，1972年至1976年任職於利維夫歷史博物館，1977年至1979年任職於利維夫的民俗建築與生活博物館。
烏克蘭獨立後，伊爾基夫於1992年在基輔參加右翼政黨烏克蘭民族主義者大會的成立大會；1995年至2000年她擔任全烏克蘭女性協會的的副主席。
2008年，伊爾基夫獲頒三等奧爾加公主勳章。2021年12月6日，伊爾基夫在利維夫逝世，享壽101歲。